# Cephalotes dentidorsum
Cephalotes dentidorsum är en myrart som beskrevs av De Andrade 1999. Cephalotes dentidorsum ingår i släktet Cephalotes och familjen myror. Inga underarter finns listade.